# Csehszlovák–szovjet szerződés
A csehszlovák–szovjet szerződés 1945. június 29-én Moszkvában aláírt szerződés, amelyben – hosszas tárgyalások és egyeztetések után – Csehszlovákia átadta Kárpátalját a Szovjetuniónak.

## Tartalma
A szerződés I. cikkelyében a következő olvasható: „Zakarpatszkaja Ukrajina (ennek neve a csehszlovák alkotmány szerint Podkarpatska Rus), amely az 1919. szeptember 10-i Saint-Germain-en-Laye-ban megkötött szerződés alapján lett a Csehszlovák Köztársaság autonóm egysége, Zakarpatszkaja Ukrajina lakossága akaratnyilvánításának megfelelően, és mindkét Magas Tárgyaló Fél baráti megegyezése alapján újraegyesül ősi hazájával, Ukrajnával, és az Ukrán Szovjet Szocialista Köztársaság kötelékébe kerül.”
Az ötpontos szerződéshez záradékot csatoltak, melyben a területtel kapcsolatos jogi és területi kérdéseket szabályozták. Ebben rögzítették:
- a ruszin/ukrán, orosz, cseh és szlovák nemzetiségűeknek a döntés jogát, hogy melyik államban kívánnak élni – a magyar és a sváb/német nemzetiségű lakosság érdekeit nem vették itt figyelembe,
- kijelölték a szovjet–csehszlovák határt, melynek során Csapot, mint fontos vasúti csomópontot Szlovákiától Kárpátaljához csatolják.